# 克里斯·哈里斯 (赛艇运动员)
克里斯·哈里斯（英語：Chris Harris，1985年10月19日—），新西兰男子赛艇运动员。他曾代表新西兰参加世界赛艇锦标赛，获得一枚金牌和二枚铜牌。他也曾参加2012年、2016年和2020年夏季奥运会。